# Harry Johnston

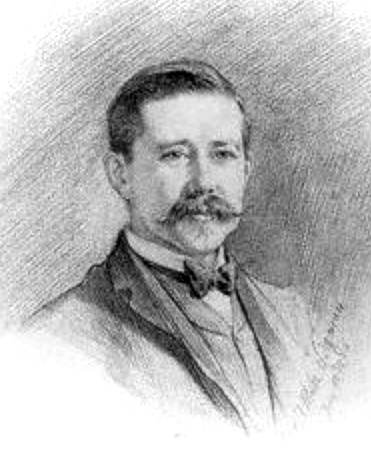
Retrado de Harry Johnston por Theodore Blake Wirgman (1894).

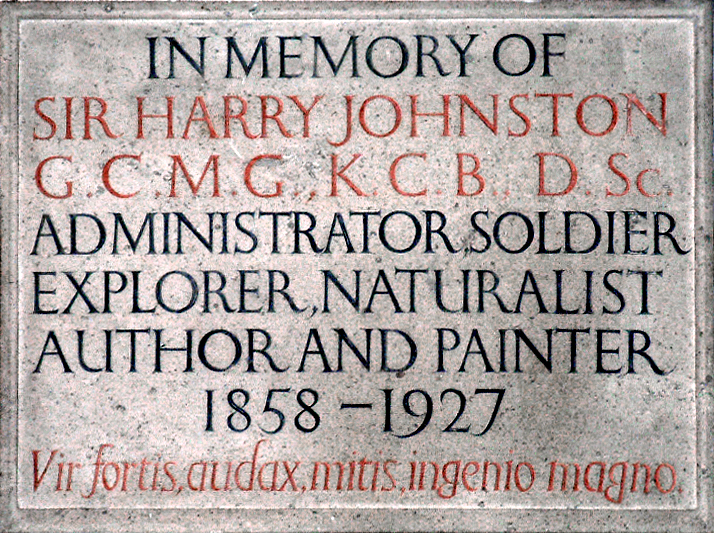
Placa de parede erguida em memória de Sir Harry Johnston na igreja de St. Nicholas, Poling, West Sussex (projetada e executada por Eric Gill.

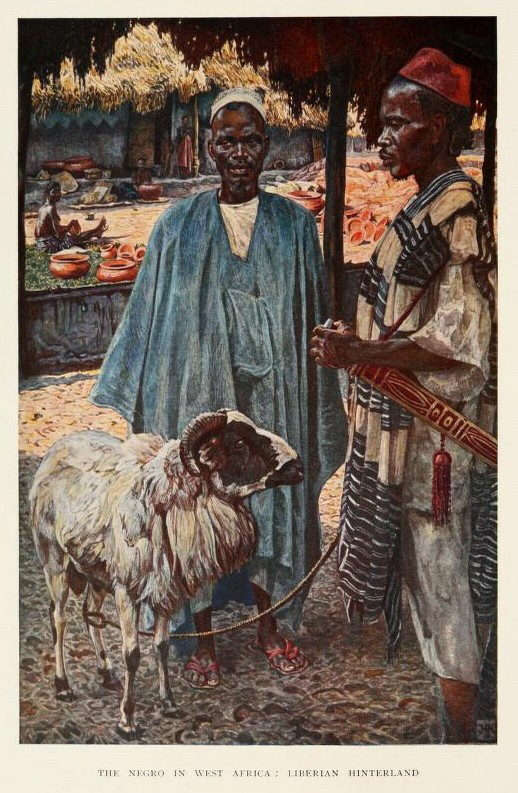
Frontispício representando O negro na África Ocidental – Sertão da Libéria, pintado por Johnston e publicado em seu livro O Negro no Novo Mundo (The Negro in the New World, de 1910).

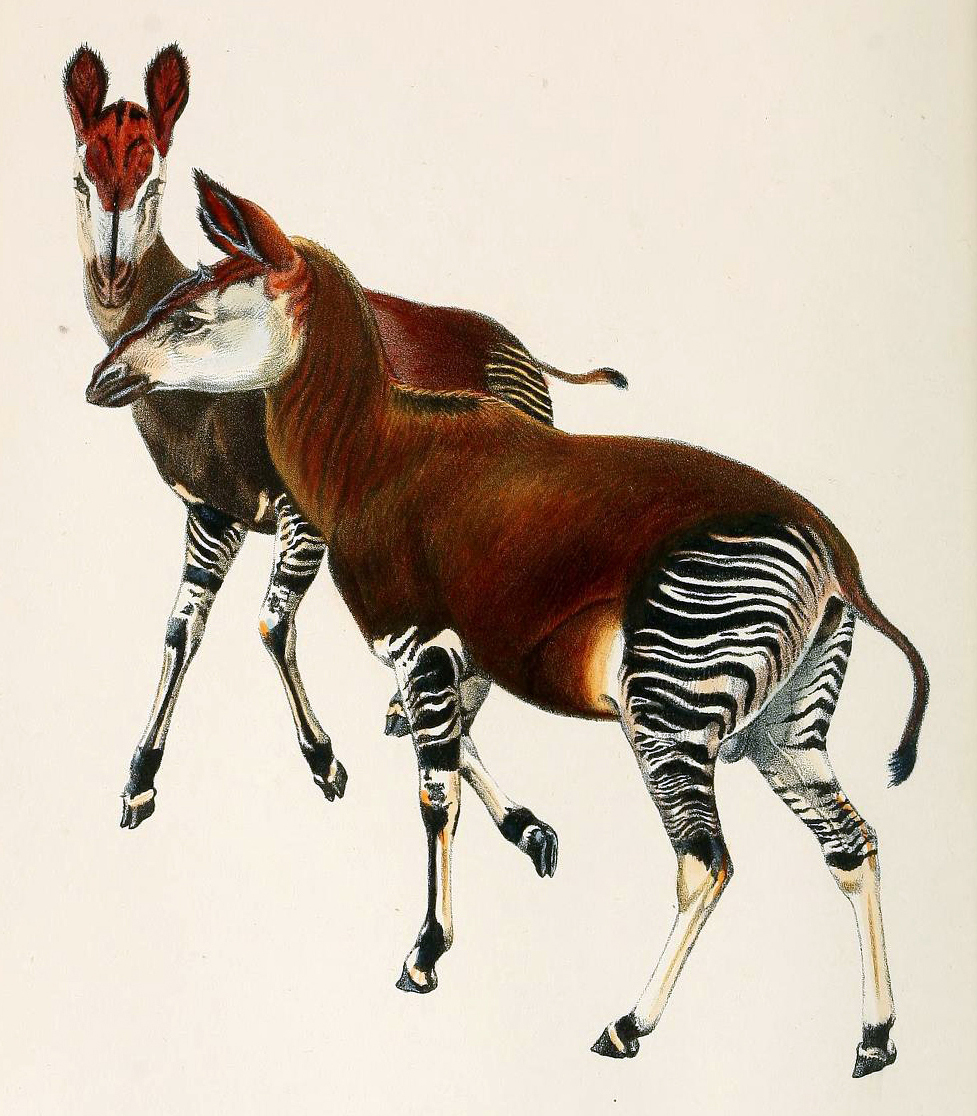
Representação de um okapi, de uma pintura original de Johnston, baseada em peles preservadas (1901).

Sir Harry Hamilton Johnston (Kennington Park, Londres, 12 de junho de 1858 — Worksop (Nottinghamshire), 31 de julho de 1927) foi um explorador, botânico, artista, administrador colonial e linguista que teve papel relevante na ocupação britânica das regiões da África entre Angola e Moçambique, especialmente nos territórios em torno do lago Niassa. Viajou muito por África e falava algumas das línguas dos povos da regão sul daquele continente. Publicou cerca de 40 livros sobre temas relacionados com o continente africano e foi um dos principais intervenientes britânicos na corrida à partilha de África pelas potências europeias que ocorreu no final do século XIX na sequência da Conferência de Berlim.

## Biografia
Johnston nasceu em Kennington Park, no sul de Londres, filho de John Brookes Johnstone e de Esther Laetitia Hamilton. Frequentou a escola primária de Stockwell e depois o King's College London, seguindo-se quatro anos de estudos de pintura na Royal Academy. No âmbito dos seus estudos, viajou pela Europa e pelo Norte de África, visitando o interior pouco conhecido (pelos europeus) da Tunísia.
Em 1882, visitou o sul de Angola em companhia de Dermot Bourke, o 7.º conde de Mayo, e, no ano seguinte, encontrou-se com Henry Morton Stanley no rio Congo, tornando-se um dos primeiros europeus, depois de Stanley, a ver o rio acima do lago Malebo.
A sua reputação levou a Royal Geographical Society e a British Science Association a nomeá-lo líder de uma expedição científica ao Monte Kilimanjaro em 1884. Durante esta expedição, Johnston celebrou tratados com os chefes locais (que foram depois transferidos para a Companhia Britânica da África Oriental) (a British East Africa Company), em concorrência com os esforços alemães para fazer o mesmo naquela região.
Em outubro de 1886, o governo britânico nomeou-o vice-cônsul nos Camarões e na zona do delta do rio Níger, onde tinha sido declarado um protetorado britânico em 1885, e tornou-se cônsul em exercício em 1887, depondo e banindo o rei Jubo Jubogha, o Jaja de Opobo.

### A ferrovia Cairo-Cabo e o Catanga
Enquanto esteve na África Ocidental em 1886, Johnston esboçou o que foi designado por mapa de fantasia das suas ideias sobre a forma como o continente africano poderia ser dividido entre as potências coloniais europeias. Este mapa previa dois blocos de colónias britânicas, um de território contínuo na África Ocidental, no vale do rio Nilo e em grande parte da África Oriental, até ao sul do lago Tanganica e do lago Malawi, e o outro na África Austral, a sul do rio Zambeze. Esta pretensão deixava uma faixa contínua de ocupação portuguesa de Angola a Moçambique e a Alemanha na posse de grande parte da costa da África Oriental.
A proposta original de um caminho de ferro do Cabo ao Cairo foi feita em 1874 por Edwin Arnold, o então editor do Daily Telegraph, que era o patrocinador da expedição de Henry Morton Stanley a África visando explorar o curso do rio Congo. O trajeto proposto para a ferrovia implicava uma mistura de transporte ferroviário e fluvial entre Elizabethville, atualmente Lubumbashi, no Congo Belga, e Sennar, no Sudão, em vez de um trajeto totalmente ferroviário.
Mais tarde, Johnston reconheceria a sua dívida para com Stanley e Arnold e, quando se encontrava de licença em Inglaterra em 1888, reviveu o conceito da ferrovia do Cabo ao Cairo propondo a criação de uma faixa contínua de território britânico em África, em discussão com Robert Gascoyne-Cecil, 3.º marquês de Salisbury, mais conhecido por Lord Salisbury. Johnston publicou então um artigo de apoio à ideia no The Times, como anónimo, assinando apenas como por um explorador africano, e mais tarde, em 1888 e 1889, publicou uma série de artigos noutros jornais e revistas com a aprovação tácita de Lord Salisbury.
Entretanto a Conferência de Berlim tinha atribuído a Província de Katanga à esfera de influência do Estado Livre do Congo do rei Leopoldo da Bélgica, mas, segundo o princípio da ocupação efectiva, tal reconhecimento era apenas provisório. Em julho de 1890, Leopoldo da Bélgica protestou junto de Lord Salisbury contra o facto de Johnston, na qualidade de agente de Cecil Rhodes, estar a fazer circular mapas que mostravam que o Estado Livre do Congo não incluía o Katanga e, em resposta aos inquéritos de Salisbury, em agosto de 1890 Johnston apresentou a reivindicação de Rhodes, que incluía a falsa informação de que Msiri, o rei de Garanganze (o reino de Yeke), no Katanga, tinha pedido a proteção britânica.
Em novembro de 1890, para justificar a sua pretensão, Johnston enviou Alfred Sharpe (que viria a ser o seu sucessor na Niassalândia) para representar Cecil Rhodes e a British South Africa Company (BSAC), a fim de obter um tratado de protetorado com o rei Msiri, uma iniciativa que poderia precipitar uma crise anglo-belga. Sharpe fracassou com Msiri, embora tenha obtido tratados com o reino de Mwata Kazembe que abrangiam o lado oriental do rio Luapula e o lago Mweru, e com outros chefes que abrangiam o extremo sul do lago Tanganica. 
Quando, em maio de 1891, Leopoldo da Bélgica voltou a protestar junto de Lord Salisbury, este teve de admitir que Msiri não tinha assinado um tratado a pedir a proteção britânica, deixando o Katanga aberta à colonização belga. Em 1891, Leopoldo da Bélgica enviou a Expedição Stairs ao Katanga. Johnston dissuadiu os lídereas da expedição de aceder ao Katanga através da Niassalândia, tentando impedir o acesso, mas a expedição atravessou a África Oriental Alemã e tomou o Katanga depois de matar o rei Msiri. A fronteira sul do Estado Livre do Congo foi estabelecida por um acordo anglo-congolês celebrado em 1894.

### Niassalândia (Protetorado Britânico da África Central)
Em 1879, o governo português reivindicou formalmente a área a sul e a leste do rio Ruo (atualmente a fronteira sudeste do Malawi) e depois, em 1882, ocupou o vale inferior do rio Chire até ao norte do vale do Ruo, iniciando o processo que daria origem ao conflito diplomático que ficaria conhecido pelo Incidente do Mapa Cor de Rosa que desembocaria no ultimato britânico de 1890. Tentou obter a aceitação britânica desta reivindicação, sem sucesso, e também falhou na reivindicação de que o Planalto do Chire fazia parte da África Oriental Portuguesa, uma vez que não estavam sob ocupação efectiva dos portugueses.
Em 1888, o Ministério dos Negócios Estrangeiros britânico não aceitava a responsabilidade pelos missionários e colonos britânicos nas Terras Altas do Chire, depois de a African Lakes Corporation ter tentado, mas não conseguiu, tornar-se uma companhia majestática representastiva dos interesses britânicos na região e na margem ocidental do lago Malawi.
Apesar da recusa britânica de reconhecimento da ocupação portuguesa, em 1885-1886, Alexandre de Serpa Pinto tinha empreendido uma expedição que chegara às Terras Altas do Chire, embora não tivesse conseguido estabelecer quaisquer tratados de proteção com os chefes dos povos ajauas (ou Yao) a oeste do Lago Malawi. Num contexto de crescente conflito diplomático com Portugal, e para evitar uma possível ocupação portuguesa, em novembro de 1888, Johnston foi nomeado comissário e cônsul-geral britânico para os distritos de Moçambique e Niassa, tendo chegado a Blantyre (Malawi) em março de 1889. A caminho do posto para o qual fora nomeado, Johnston passou seis semanas em Lisboa tentando negociar um acordo aceitável sobre a esferas de influência portuguesa e britânica no sudeste de África. No entanto, como o projeto de acordo não excluía expressamente da esfera portuguesa o Planalto do Chire, foi rejeitado pelo Foreign Office londrino.
Entre os vários problemas prementes que afligiam o território da Niassalândia contava-se a arrastada Guerra de Karonga, uma disputa entre comerciantes de escravos e marfim swahili com os seus aliados do povo tumbuka (henga) e a African Lakes Corporation e facções do povo nyakyusa e do povo ngonde, que eclodira em 1887. Como Johnston não tinha forças significativas nessa altura, concordou com uma trégua com os líderes suaílis em outubro de 1889, mas os comerciantes suaílis não aderiram aos seus termos.
No final de 1888 e início de 1889, o governo português enviou duas expedições para celebrar tratados de proteção com os chefes locais. Uma, sob o comando de António Maria Cardoso, partiu em direção ao lago Malawi e a outra, sob o comando de Alexandre de Serpa Pinto, subiu o vale do rio Chire. Entre elas, fizeram mais de vinte tratados com chefes no território do atual Malawi. Perante o crescente conflito, Johnston encontrou-se com Serpa Pinto em agosto de 1889, a leste do rio Ruo, e aconselhou-o a não atravessar o rio, mas Serpa Pinto ignorou este conselho e atravessou o rio para Chiromo, povoado atualmente no Malawi. Em setembro daquele ano, na sequência de pequenos confrontos entre as forças de Serpa Pinto e os povos africanos locais, o adjunto de Johnston declarou um Protetorado das Terras Altas do Chire, apesar das instruções em contrário que recebera do governo britânico.  A proclamação de Johnston da criação de um outro protetorado a oeste do lago Malawi, o Protetorado dos Distritos de Niassalândia, foi aprovada pelo Ministério dos Negócios Estrangeiros britânico em maio de 1891, já depois da cedência portuguesa face ao ultimato britânico do ano anterior.
Johnston chegou a Chiromo, no sul da Niassalândia, a 16 de julho de 1891. Nessa altura, já tinha selecionado uma equipa de homens que iriam ajudar a formar a administração do novo protetorado. Esta equipa incluía Alfred Sharpe (vice-comissário de Johnston), Bertram L. Sclater (agrimensor, construtor de estradas e comandante da polícia), Alexander Whyte (zoólogo que descobriu várias espécies novas na Niassalândia), Cecil Montgomery Maguire (comandante militar), Hugh Charlie Marshall (funcionário da alfândega, coletor de receitas e chefe dos correios do distrito de Chiromo), John Buchanan (um agricultor que se encontrava na Niassalândia desde 1876 e que foi nomeado vice-cônsul por Johnston), entre outros.
Em 1891, Johnston controlava apenas uma fração das Terras Altas do Chire, uma pequena parte de todo o protetorado. Em 1891, recebeu uma pequena força de tropas indianas e começou a treinar soldados e polícias africanos. No início, Johnston utilizou a sua pequena força no sul do protetorado para reprimir o comércio de escravos pelos chefes Yao, que tinham estabelecido ligações com os comerciantes suaíli de marfim e escravos desde o início do século XIX. Como o povo Yao não tinha uma autoridade central, Johnston conseguiu derrotar um grupo de cada vez, embora isso tenha demorado até 1894, uma vez que deixou o chefe mais poderoso, Makanjira, para o fim, iniciando uma operação anfíbia contra ele em finais de 1893.
Antes de o Protetorado Britânico da África Central ter sido proclamado em maio de 1891, várias companhias e colonos europeus tinham feito, ou alegavam ter feito, tratados com chefes tribais locais, segundo os quais as terras pertencentes às comunidades africanas que as ocupavam eram transferidas para os europeus em troca de proteção e de alguns bens comerciais. A African Lakes Company reivindicou mais de 2,75 milhões de acres no norte do protetorado, alguns ao abrigo de tratados que alegavam transferir soberania para a empresa, e três outros indivíduos alegaram ter comprado grandes áreas de terra no sul. Eugene Sharrer reivindicou 363 034 acres, Alexander Low Bruce reivindicou 176 000 acres e John Buchanan e os seus irmãos reivindicaram mais 167 823 acres. Estas terras foram compradas a troco de quantidades insignificantes de bens, ao abrigo de acordos assinados por chefes que não compreendiam os conceitos de propriedade de terras em Inglaterra.
Johnston tinha a tarefa de analisar estas reivindicações de terras, e começou a fazê-lo em finais de 1892, uma vez que a proclamação do protetorado tinha sido seguida de uma grande apropriação de terras, com enormes áreas de terra compradas por somas triviais e algumas reivindicações sobrepostas. Rejeitou qualquer sugestão de que os tratados celebrados antes do estabelecimento do protetorado pudessem transferir a soberania para indivíduos ou empresas, mas aceitou que pudessem constituir prova da venda de terras. Embora Johnston aceitasse que as terras pertenciam às comunidades africanas e que, por isso, os seus chefes não tinham o direito de as alienar, sugeriu que cada comunidade tinha dado esse direito ao seu chefe. Apesar de não ter formação jurídica, afirmou que, na qualidade de Comissário, tinha o direito de investigar estas vendas de terras e de emitir certificados de reivindicação que registavam o título de propriedade a favor dos requerentes europeus. Rejeitou muito poucas reivindicações, apesar das provas questionáveis de várias das principais. As aldeias e quintas africanas existentes foram isentas destas vendas, e os habitantes foram informados de que as suas casas e campos não estavam a ser alienados. Apesar disso, a concentração de grande parte das terras mais férteis das Terra Altas do Chire nas mãos de proprietários europeus teve profundas consequências económicas que se prolongaram por todo o período colonial.
Em abril de 1894, Johnston regressou a Inglaterra e onde esteve ausente de África durante um ano. Tinha-se desentendido com Cecil Rhodes, que até então tinha fornecido a maior parte dos seus fundos, e durante os primeiros três anos a administração tinha registado um défice de 20 000 libras esterlinas. Durante a sua licença, Johnston conseguiu persuadir o governo britânico a aceitar assumir o financiamento do território. No regresso, visitou o Egito e a Índia com o objetivo de recrutar soldados, acabando por chegar a Niassalândia com uma flotilha de barcos, 202 soldados sikh e mais de 400 outros homens. Foram recrutados 4 000 carregadores nas Terras Altas do Chire para transportar provisões e equipamento. Johnston chegou a Zomba a 3 de maio de 1895.
Johnston visitou Karonga em junho de 1895 com o objetivo de instalar ali um povoado, mas os líderes suaílis recusaram reunir com Johnston ou mesmo reduzir suas atividades de invasão dos territórios vizinhos, o que levou Johnston à decisão de agir militarmente. Em novembro de 1895, Johnston embarcou com uma força de mais de 400 atiradores siques e africanos, com artilharia e metralhadoras em vapores, para Karonga e cercou a principal cidade dos comerciantes, bombardeando-a por dois dias e finalmente atacando-a em 4 de dezembro. O líder suaíli, Mlozi bin Kazbadema, foi capturado, submetido a um julgamento superficial e enforcado em 5 de dezembro, e entre 200 e 300 combatentes e várias centenas de não combatentes foram mortos, muitos enquanto tentavam render-se. Outras fortificações suaílis não resistiram e foram destruídas.

### Rodésia do Nordeste e Niassalândia
Johnston percebeu a importância estratégica da região do lago Tanganica para os britânicos, especialmente porque o território entre o lago e a costa se havia transformado na África Oriental Alemã, formando uma ruptura de quase 900 km na cadeia de colónias britânicas que permitiriam materializar o sonho do Cabo-ao-Cairo. No entanto, a extremidade norte do lago Tanganica estava a apenas 230 km do Uganda, território controlada pelos britânicos, pelo que uma presença britânica na extremidade sul do lago era uma prioridade. Embora as fronteiras do norte da Rodésia do Nordeste e da Niassalândia tenham sido eventualmente resolvidas por negociações entre a Grã-Bretanha e a Alemanha, Portugal e o Estado Livre do Congo, Johnston garantiu que colónias britânicas fossem estabelecidas (além das já existentes na Niassalândia) a leste da linha Luapula-Mweru em Chiengi e no rio Kalungwishi, no extremo sul do lago Tanganica em Abercorn, e em Forte Jameson (entre Moçambique e o vale do Luangwa), para demonstrar ocupação efetiva.
Até 1899, Johnston tinha o controle administrativo do território que se tornou a Rodésia do Nordeste (a metade nordeste da atual Zâmbia), e ajudou a estabelecer e supervisionar a administração da Companhia Britânica da África do Sul naquela área. A Rodésia do Nordeste era pouco desenvolvida nesse período, sendo considerada principalmente uma reserva de mão de obra, com apenas um punhado de administradores da empresa.
Apesar de ter perdido no Katanga, Johnston ajudou a consolidar uma área de quase 520 000 km2 no Império Britânico, o dobro da área do Reino Unido em 2009, situada entre o vale inferior do rio Luangwa e os lagos Niassa, Tanganica e Mweru.

### Os anos finais
Em 1896, em reconhecimento pelos serviços prestados na região do Niassa, Johnston foi nomeado cavaleiro comandante da Ordem do Banho (KCB), mas, afligido por febres tropicais, foi transferido para a Tunísia como cônsul-geral. No mesmo ano, casou com Winifred Mary Irby, filha de Florance George Henry Irby, o 5.º barão Boston.
Em 1899, Sir Harry foi enviado para Uganda como comissário especial para reorganizar a administração daquele protetorado após a supressão do motim dos soldados sudaneses e para pôr fim a uma guerra em curso com o reino de Unyoro. Com a sua ação, melhorou a administração colonial britânica na região e concluiu o Acordo de Buganda de 1900, dividindo as terras entre o Reino Unido e os chefes locais. Pelos seus serviços no Uganda, recebeu o título de cavaleiro grã-cruz da Ordem de São Miguel e São Jorge (GCMG) na lista de honras do aniversário do rei em novembro de 1901.
Também em 1901, Johnston foi o primeiro a receber a Medalha Livingstone da Royal Scottish Geographical Society, e no ano seguinte foi nomeado membro do conselho da Sociedade Zoológica de Londres (Zoological Society of London). Também recebeu o título honorário de Doutor em Ciências (Doctor of Science ou D.Sc.) da Universidade de Cambridge em maio de 1902. A Sociedade Geográfica Real (Royal Geographical Society) concedeu-lhe a sua Founder's Medal de 1904 pelos serviços prestados na exploração da África.
Em 1902, sua esposa deu à luz gémeos, mas nenhum deles sobreviveu mais do que algumas horas, e o casal não teve mais filhos. A irmã de Johnston, Mabel Johnston, casou  em 1903 com Arnold Dolmetsch, um fabricante de instrumentos e membro do Grupo de Bloomsbury (o Bloomsbury set).
Johnston concorreu ao parlamento pelo Partido Liberal na eleição suplementar que ocorreu em 1903 no círculo eleitoral de Rochester e novamente nas eleições gerais de 1906, mas não teve sucesso em ambas as ocasiões. Em 1906, os Johnstons mudaram-se para o vilarejo de Poling, perto de Arundel em West Sussex, onde Johnston se concentrou nos seus esforços literários. Começou a escrever romances, que frequentemente duravam pouco, enquanto seus relatos de suas próprias viagens pela África central eram bem mais duradouros.
Johnston sofreu dois acidentes vasculares cerebrais em 1925, em resultado dos quais ficou parcialmente paralisado e nunca recuperou, morrendo dois anos depois, em 1927, na Woodsetts House, perto de Worksop, em Nottinghamshire. Foi sepultado no cemitério de St Nicholas, Poling, West Sussex, onde há uma placa de parede comemorativa dentro da nave da igreja projetada e cortada pelo escultor e designer de fontes Eric Gill que morava nas proximidades do vizinho povoado de Ditchling.
Harry Johnston é homenageado como epónimo dos nomes científicos do okapi, Okapia johnstoni, e de duas espécies de lagartos africanos, Trioceros johnstoni e Latastia johnstonii.
As cataratas em Mambidima no rio Luapula foram chamadas de Cataratas Johnston (hoje Cataratas de Mambidima) pelos britânicos em sua homenagem. A Escola Primária Sir Harry Johnston, em Zomba, Malawi, também recebeu este nome em sua homenagem. O proeminente autor bengali Bibhutibhushan Bandyopadhyay mencionou a influência das obras de Sir H. H. Johnston, uma entre muitas, como inspiração para retratar cenas de forma convincente na sua novela de aventuras bengali Chander Pahar.

## Obras publicadas
- The River Congo (1884)
- The Kilima-Njaro Expedition (1886)
- The History of a Slave (1889)
- British Central Africa (1897)
- A History of the Colonization of Africa by Alien Races (1899)
- The Uganda Protectorate (1902)
- The Living Races of Mankind (1902).[44]
- The Nile Quest: The Story of Exploration (1903)
- Liberia (1907)
- George Grenfell and the Congo (1908)
- The Negro in the New World (1910)
- The Opening Up of Africa(1911)(London: Williams & Norgate)
- Phonetic Spelling (1913) online
- Pioneers in India] (1913)
- A Comparative Study of the Bantu and Semi-Bantu Languages (1919, 1922) (online)
- The Gay-Dombeys (1919) – a sequel to Dombey and Son by Charles Dickens
- Mrs. Warren's Daughter—a sequel to Mrs. Warren's Profession by George Bernard Shaw
- The Backward Peoples and Our Relations with Them (1920)
- The Man Who Did the Right Thing (1921) – novel
- The Story of my Life] (1923) – autobiography
- The Veneerings – a sequel to Our Mutual Friend by Charles Dickens
- Manuscripts of collected vocabularies of Sir Harry Hamilton Johnston are held by SOAS Archives.[45]